# Agnès Teppe
Agnès Teppe (née le 4 mai 1968 à Bourg-en-Bresse) est une athlète française, spécialiste du lancer du disque. 

## Biographie
Elle remporte deux titres de championne de France du lancer du disque : en 1990 et 1994. Elle améliore à deux reprises le record de France en le portant à 59,16 m en 1991 et 60,14 m en 1992.
Médaillée de bronze lors des Jeux méditerranéens de 1991, à Athènes, elle remporte les Jeux de la Francophonie de 1989 et obtient la médaille d'argent en 2005.
Elle est la sœur ainée de Nathalie Teppe, spécialiste de l'heptathlon.

### Palmarès
- Championnats de France d'athlétisme :
  - 2 fois vainqueur du lancer du disque en 1990 et 1994

### Records
| Épreuve          | Performance | Lieu | Date |
| ---------------- | ----------- | ---- | ---- |
| Lancer du disque | 60,14 m     |      | 1992 |